# Louis-François Roulin
Pour les personnes ayant le même patronyme, voir Roulin.
Louis-François Roulin est un peintre français né au Rheu le 8 octobre 1821 et mort à Paris le 21 septembre 1839.

## Biographie
Fils de François Désiré Roulin, médecin, illustrateur et naturaliste, Louis-François Roulin est élève d'Alexandre Colin et de Jean-Auguste-Dominique Ingres à l'École des beaux-arts de Paris. Il est candidat pour le prix de Rome de 1835 dont le sujet était La Mort du consul Octavius, et obtient le second grand prix en 1837 pour son tableau Tobie rendant la vue à son père. 
En 1838, il voyage en Italie où il tombe malade. Rapatrié en France, la maladie l’empêche de terminer l’œuvre qu’il prépare pour le concours de 1838.
Il est enterré au côté de son père à Paris au cimetière du Père-Lachaise (25e division).

## Salons
- 1838, 
  - N° 1557, *[6]Moïse exposé sur les eaux, avec une explication du sujet : Mais ne pouvant le tenir plus longtemps caché, elle prit une corbeille de jonc et l'enduisit de bitume et de poix, mit l'enfant dedans, et le posa parmi les roseaux, sur le bord du fleuve.
  - N° 1558, *Portrait d'homme.
- 1839, N° 1843, Moïse sur la montagne, avec une longue explication du sujet tiré de l'Ancien Testament.

## Œuvres dans des collections publiques
- Angers, musée des Beaux-arts : Tobie rendant la vue à son père, esquisse.
- Le Blanc, église Saint-Étienne : Moïse sur la montagne, 1839, huile sur toile, 310 × 225 cm, acquis au Salon de 1839, inscrit à l'inventaire supplémentaire des monuments historiques le 23 janvier 1980.
- Paris, École nationale supérieure des beaux-arts : La Mort du consul Octavius, huile sur toile, 32,5 × 40,5 cm, concours d'esquisse peinte de 1835[3].
- Rennes, musée des Beaux-Arts de Rennes : Autoportrait, 1837, huile sur toile, 51 × 43,5 cm, acquis des descendants de la soeur de l'artiste en juin 2024 grâce à une souscription publique organisée par la Sauvegarde de l'art français et La Tribune de l'Art[7],[8].